# Língua kaniok
Kanyok (Kanioka) é uma bantu da República Democrática do Congo falada por cerca de 200 milhões de pessoas no país.
Em particular, o Kanyok é falado em Mwene Ditu, Kanda-Kanda, Mulundu, Katshinsungu, Kanutshina e Ngandajika, na província de Lomami, e também em Bushimaie, no Território de Luiza, na província de Kasaï-Central. 

## Nomes
O Kanyok também é conhecido como Kanioka ou Kanyoka, e os falantes de Kanyok chamam sua língua de Ciin kanyòk. 

## Dialetos
Os dialetos incluem Cii-milèmbw, Ciley e Ciin-a-luul

## Escrita
A língua usa o alfabeto latino sem H “isolado”11, nem Q, . Usam-se as formas , comoNy, Sh, Zh

## Amostra de texto
Ku butambwiil, haakady Mawej muhang biit byoos, Diiy dyaakadyok kal. Diiy dyaakady ni Mawej, ni Diiy dyaakady Mawej. Naak Diiy dyaakady ni Mawej ku butambwiil. Mawej uhangil biit byoos ni Diiy. Kakwiish ciit neng cyaakaabumw cihangilobw kaciy cihang ni Diiy. Diiy dyaakady ni buumy, ni bwiin buumy oobw bwaakady citookej kudy baat. Citookej citootookesh haash hafulul, ni haash hafulul kahiishoh bend mwa kujimbakany citookej. Kwiiyil muut mukwaabw utuminobw kudy Mawej, diijin dindiy Jah. Muut oow wiiyil bu kajaady bwa kujaadikil baat myand ya citookej, bwa ney baat boos biitabij bwa ha mut ha myand yaakadyey wiibajaadikil. 
Português
No princípio era o Verbo, e o Verbo estava com Deus, e o Verbo era Deus. Ele estava no princípio com Deus. Todas as coisas foram feitas por ele, e sem ele nada do que foi feito se fez. Nele estava a vida, e a vida era a luz dos homens. E a luz resplandece nas trevas, e as trevas não a compreenderam. Houve um homem enviado por Deus, cujo nome era João. Este veio como testemunha, para dar testemunho da luz, para que todos os homens acreditem por meio dele

## References
- Kaniok em Language Archives
- Kaniok em Glottolog
- Kaniok em Omniglot.com
- Kaniok em Ethnologue